# England Belongs to Me
England Belongs to Me ist ein Lied der britischen Oi!-Band Cock Sparrer. Es erschien 1982 als Single mit der B-Seite Argy Bargy über Carrere.

## Entstehungsgeschichte
Nachdem die Band ein Album und diverse Singles veröffentlichte, aber nicht den nötigen Erfolg verbuchen konnte, löste sich die Gruppe 1978 auf. Mehrere Jahre auf Eis erschienen mehrere Lieder auf den beiden wegweisenden Oi!-Compilations Oi! The Album und Strength Thru Oi!. Zwischenzeitlich, auch durch den Erfolg von Sham 69, den Cockney Rejects und Angelic Upstarts, flammte eine Oi!-Szene im Vereinigten Königreich auf und das Interesse an Cock Sparrer war wieder gewachsen. Die Band kam wieder zusammen und veröffentlichte als Appetizer zu ihrem zweiten Album Shock Troops eine Single mit den beiden Liedern England Belongs to Me und Argy Bargy, die beide nicht auf dem Album erschienen.

## Text
England Belongs to Me entwickelte sich über die Jahre zu dem Kultsong von Cock Sparrer, dabei wird der Text sehr häufig missverstanden. Noch 2012 nimmt das Autorenkollektiv Ingo Taler das Lied in seinem Werk Out of Step als Beispiel für den „unverhohlenen propagierten Patriotismus“ der Skinhead-Bewegung. Das Lied wurde auch gelegentlich von Neonazis aufgegriffen. Tatsächlich wollte die Band genau das Gegenteil ausdrücken: Das Lied entstand unter dem Eindruck, dass Gigs von Cock Sparrer recht häufig von rechten Skinheads besucht wurden, die den Union Jack für ihre Zwecke missbrauchten. Bereits 1982 im Sounds erklärten sie, dass es nicht um Nationalstolz gehen würde, sondern es darum gehen würde, „die Fahne von den Nazis zurückholen, die sie in den Dreck ziehen wollen.“

„Als wir “England belongs to me” schrieben, war alles was wir sagen wollten, dass dies unser Land ist. Es gehört weder der königlichen Familie, noch den Politikern oder den Reichen. Liebe es, sei stolz drauf und tue was du tun kannst um das was falsch läuft zu ändern. Die meisten Leute verstehen was wir sagen wollen und singen mit uns, unabhängig davon wo wir sind, Steve Burgess sagt es hat 30 Minuten gedauert den Song zu schreiben und 30 Jahre um ihn zu verteidigen.“

## Coverversionen
Der MMA-Kämpfer Dan Hardy verwendete in der UFC England Belongs to Me als Einlaufmusik. Als die Band 2010 davon erfuhr, lud sie ihn ins Studio ein, um eine neue Version des Liedes mit ihm am Gesang aufzunehmen. Diese neue Version verwendete er erstmals am 27. März 2010 bei der Großveranstaltung UFC 111.